# Churachandpur
Churāchāndpur är en ort i Indien.   Den ligger i distriktet Churachandpur och delstaten Manipur, i den östra delen av landet, 1 700 km öster om huvudstaden New Delhi. Churāchāndpur ligger 944 meter över havet och antalet invånare är 47 774.
Terrängen runt Churāchāndpur är huvudsakligen kuperad, men norrut är den bergig. Runt Churāchāndpur är det ganska tätbefolkat, med 222 invånare per kvadratkilometer. Churāchāndpur är det största samhället i trakten. I omgivningarna runt Churāchāndpur växer i huvudsak blandskog.